# Táborové hnutí

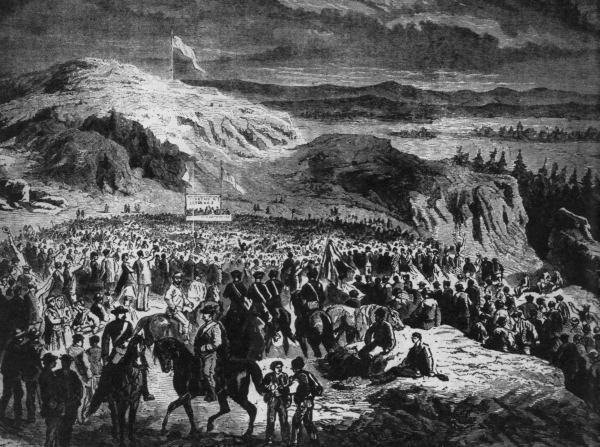
Tábor lidu na hoře Mužský (1869)

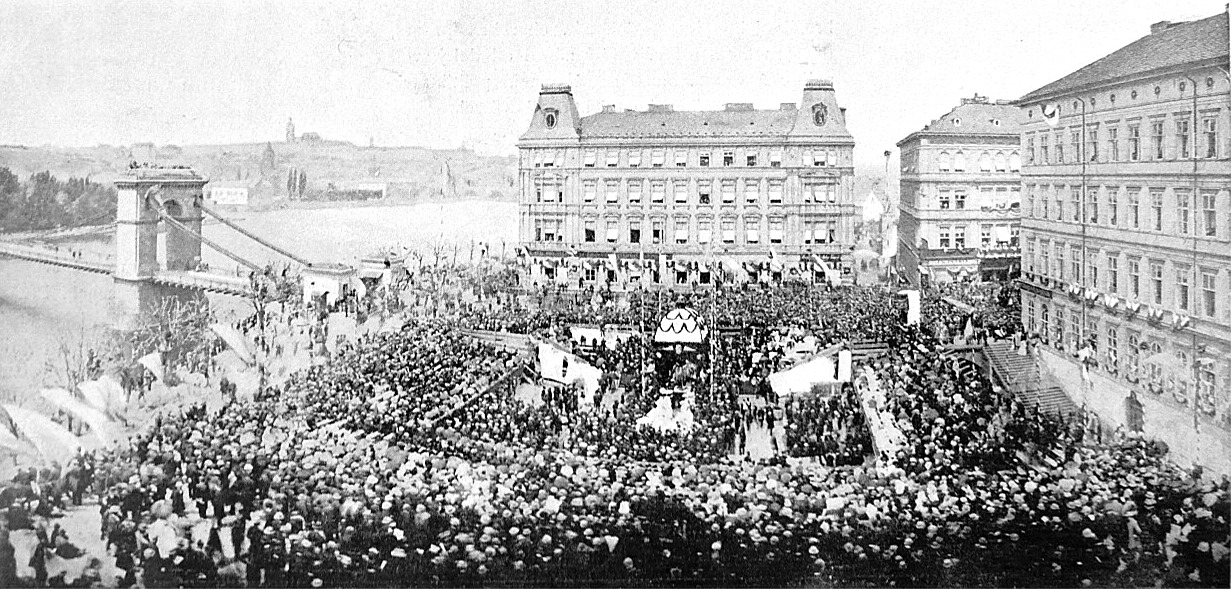
Pokládání základního kamene Národního divadla roku 1868 se stalo rovněž politickou manifestací

Táborové hnutí je označení série protestních akcí, které probíhaly v českých zemích v letech 1868–1871, a na nichž čeští politici a občané protestovali proti výsledkům státoprávního vyrovnání, jež vedlo k rakousko-uherskému dualismu, a bylo stvrzeno prosincovou ústavou z prosince 1867. Češi na shromážděních manifestovali české státoprávní požadavky a žádali pro český národ v Rakousko-uherské monarchii stejné postavení, jaké si vydobyli Maďaři. Shromáždění, kterým se tehdy, z iniciativy historika Jaroslava Golla, říkalo „tábory lidu“ (odtud název táborové hnutí), se často konala na kopcích a hradech. Hnutí začalo 10. května 1868 mohutným, dvacetitisícovým táborem lidu na hoře Říp. Následovaly tábory na Střeleckém ostrově v Praze, Bezdězu, Blaníku, Košumberku, Kaňku, Potštejně, na Lipské hoře u Lipan, na Karlštejně, Orebu ad. V roce 1868 se na těchto akcích sešlo 338 000 osob. V roce 1869 hnutí vrcholilo a účast byla odhadnuta na 600 000 osob. V roce 1870 to bylo 225 000 osob, o rok později 287 000. Větší ohlas byl zaznamenán v Čechách než na Moravě, celkem bylo v letech 1868-1871 uspořádáno 143 táborů, z toho 102 v Čechách, 37 na Moravě a 4 ve Slezsku.
Hnutí souviselo rovněž s dalšími akcemi, kdy Češi manifestovali odpor k dualismu již od doby, kdy byl dojednáván (Riegerova pouť na Rus v květnu 1867, převoz korunovačních klenotů z Vídně do Prahy 28. srpna 1867, položení základního kamene Národního divadla v květnu 1868, oslava narozenin Františka Palackého v červnu 1868, manifestační ignorování císaře v Praze téhož měsíce, pouť do Kostnice v červenci apod.)
Hnutí však úspěšné nebylo, jediným dočasným úspěchem byly fundamentální články (nepočítající sice s trialismem, ale zlepšující postavení českých zemí), které byly dojednány roku 1871 a jimž byl císař František Josef I. zprvu příznivě nakloněn. Nakonec ale články císař odmítl, pod tlakem německých a maďarských politiků. České politické elity tedy po roce 1871 zvolily novou strategii, politiku pasivní rezistence.